# Чарлтон Хестон
Џон Чарлс Картер (енгл. John Charles Carter), познатији као Чарлтон Хестон (енгл. Charlton Heston; Еванстон, 4. октобар 1923 — Беверли Хилс, 5. април 2008), био је амерички глумац. Био је познат по улогама херојских ликова, као што су она Мојсија у Десет заповести, пуковника Џорџа Тејлора у Планети мајмуна и Јуде Бен-Хура у филму Бен-Хур. Дуго је био активан у политичком животу где је заступао десничарске ставове, а од 1998. до 2003. године био је председник Националног удружења власника оружја (National Rifle Association).

## Биографија
Рођен је као Џон Чарлс Картер у Еванстону (Илиноис, САД), од оца Расела Витфорда Картера и мајке Лајле Чарлтон. Када је имао десет година, његови родитељи се разводе, а мајка се преудаје за Честера Хестона. Кратко након тога са породицом се сели у Вилмет (предграђе Чикага), где завршава New Trier High School. Од очуха Честера Хестона узима презиме Хестон.
Истиче се као глумац у школским представама и добија школарину за студије глуме на Северозападном универзитету. Још док је био у средњој школи, играо је у аматерском немом филму Пер Гинт редитеља Дејвида Бредлија (1941). Неколико година касније иста екипа реализује представу Јулије Цезар у којој је Хестон играо Марка Антонија.
Колеџ је напустио 1944. године и пријавио се у америчку авијацију, где је служио две године као радио-везиста и митраљезац на бомбардеру B-25, на Алеутима (Аљаска). Још док је био у војсци оженио се са Лидијом Мари Кларк са којом се по завршетку рата преселио у (Њујорк), где су обоје радили као модели.
У потрази за послом као глумац у позоришту 1947. се сели у Ешвил (Северна Каролина). Вратио се у Њујорк годину дана касније када је добио споредну улогу на Бродвеју у представи Антоније и Клеопатра. Имао је успеха и на телевизији играјући у CBS's ТВ-серији Studio One, једној од најпопуларнијих драма педесетих година.
Професионалну филмску каријеру почиње 1950. филмом Мрачни град Вилијама Дитерлеа. Славу стиче улогом циркуског менаџера у филму Највећа представа на свету. Касније потврђује филмски таленат улогама Мојсија у Десет заповести и Јуде Бен-Хура у филму Бен-Хур, када добија Оскара као најбољи главни глумац.
Играо је и у неколико научнофантастичних филмова као што су Планета мајмуна, Човек Омега, Зелени сојлент и Земљотрес, који су били веома успешни и који важе за култне класике. Током деведесетих појављивао се углавном као гост у разним филмовима и ТВ серијама као што су Вејнов свет 2, Тумстон, Истините лажи, У устима лудила и Пријатељи.

## Приватни живот
Венчао се 1944. године са Лидијом Кларк са којом има двоје деце.

## Награде и признања
- Добитник Оскара као најбољи главни глумац у филму Бен-Хур, 1959. године.
- Добитник председничке медаље слободе коју му је уручио Џорџ В. Буш 2003. године у Белој кући.
- Добитник хуманитарне награде Џона Хершолта, 1977. године.

## Занимљивости
- Пријатељи су га звали Чак, док га је супруга звала Чарли.
- Био је председник и један од оснивача Agamemnon Films.

## Књиге
Написао је неколико аутобиографских и религијских књига.

## Филмографија
| Улоге Чарлтона Хестона |                              |               |                                         |          |
| Година                 | Српски назив                 | Изворни назив | Улога                                   | Напомена |
| 1941.                  | Пер Гинт                     |               |                                         |          |
| 1950.                  | Мрачни град                  |               |                                         |          |
| 1952.                  | Највећа представа на свету   |               | Бред Брејден                            |          |
| 1952.                  | Дивљак                       |               |                                         |          |
| 1952.                  | Руби Џентри                  |               |                                         |          |
| 1953.                  | Председникова дама           |               |                                         |          |
| 1953.                  | Пони експрес                 |               |                                         |          |
| 1953.                  | Ароухед                      |               |                                         |          |
| 1953.                  |                              |               |                                         |          |
| 1954.                  | Гола џунгла                  |               |                                         |          |
| 1954.                  | Тајна Инка                   |               |                                         |          |
| 1955.                  | Далеки хоризонти             |               |                                         |          |
| 1955.                  | Приватни рат мајора Бенсона  |               |                                         |          |
| 1955.                  |                              |               |                                         |          |
| 1956.                  | Десет заповести              |               | Мојсије                                 |          |
| 1957.                  |                              |               |                                         |          |
| 1958.                  | Додир зла                    |               | Рамон Мигел Варгас                      |          |
| 1958.                  | Велика земља                 |               |                                         |          |
| 1958.                  | Гусар                        |               |                                         |          |
| 1959.                  |                              |               |                                         |          |
| 1959.                  | Бен-Хур                      |               | Јуда Бен Хур                            |          |
| 1961.                  | Ел Сид                       |               |                                         |          |
| 1962.                  |                              |               |                                         |          |
| 1963.                  | Дијамантска глава            |               |                                         |          |
| 1963.                  | 55 дана у Пекингу            |               |                                         |          |
| 1965.                  | Највећа прича икад испричана |               |                                         |          |
| 1965.                  | Мајор Данди                  |               |                                         |          |
| 1965.                  | Агонија и екстаза            |               |                                         |          |
| 1965.                  | Господар рата                |               |                                         |          |
| 1966.                  | Картум                       |               |                                         |          |
| 1967.                  | Могли                        |               |                                         |          |
| 1968.                  |                              |               |                                         |          |
| 1968.                  | Планета мајмуна              |               |                                         |          |
| 1968.                  | Вил Пени                     |               |                                         |          |
| 1969.                  | Број један                   |               |                                         |          |
| 1970.                  | Иза планете мајмуна          |               |                                         |          |
| 1970.                  |                              |               |                                         |          |
| 1970.                  | Јулије Цезар                 |               |                                         |          |
| 1971.                  | Човек Омега                  |               |                                         |          |
| 1972.                  |                              |               |                                         |          |
| 1972.                  |                              |               |                                         |          |
| 1972.                  | Зов дивљине                  |               |                                         |          |
| 1973.                  | Антоније и Клеопатра         |               |                                         |          |
| 1973.                  | Зелени сојлент               |               | Торн                                    |          |
| 1973.                  | Три мускетара                |               |                                         |          |
| 1974.                  | Аеродром 1975                | 1975          |                                         |          |
| 1974.                  | Земљотрес                    |               |                                         |          |
| 1974.                  | Четири мускетара             |               |                                         |          |
| 1976.                  |                              |               |                                         |          |
| 1976.                  |                              |               |                                         |          |
| 1976.                  | Мидвеј                       |               |                                         |          |
| 1978.                  | Укрштени мачеви              |               |                                         |          |
| 1978.                  |                              |               |                                         |          |
| 1980.                  |                              |               |                                         |          |
| 1980.                  | Буђење                       |               |                                         |          |
| 1982.                  |                              |               |                                         |          |
| 1983.                  |                              |               |                                         |          |
| 1984.                  |                              |               |                                         |          |
| 1985—1987.             | Колбијеви                    |               |                                         |          |
| 1987.                  |                              |               |                                         |          |
| 1987.                  |                              |               |                                         |          |
| 1988.                  | Човек за сва времена         |               |                                         |          |
| 1989.                  | Острво с благом              |               |                                         |          |
| 1989.                  | Позив из космоса             |               |                                         |          |
| 1990.                  | Мали киднапери               |               |                                         |          |
| 1990.                  |                              |               |                                         |          |
| 1991.                  |                              |               |                                         |          |
| 1991.                  |                              | (ТВ)          |                                         |          |
| 1992.                  |                              |               |                                         |          |
| 1993.                  | Вејнов свет 2                |               |                                         |          |
| 1993.                  | Тумстоун                     |               | Хенри Хукер                             |          |
| 1994.                  | Истините лажи                |               |                                         |          |
| 1995.                  |                              |               |                                         |          |
| 1996.                  | Аљаска                       |               |                                         |          |
| 1996.                  | Хамлет                       |               |                                         |          |
| 1997.                  | Пријатељи                    |               | специјално појављивање у једној епизоди |          |
| 1997.                  | Херкул                       |               |                                         |          |
| 1997.                  |                              |               |                                         |          |
| 1998.                  | Армагедон                    |               |                                         |          |
| 1999.                  | Гидион                       |               |                                         |          |
| 1999.                  |                              |               |                                         |          |
| 2001.                  | Планета мајмуна              |               |                                         |          |
| 2001.                  |                              |               |                                         |          |
| 2001.                  |                              |               |                                         |          |
| 2002.                  |                              | 5555          |                                         |          |
| 2002.                  | Куглање за Колумбајн         |               | документарни                            |          |
| 2003.                  | Бен Хур                      |               | (глас)                                  |          |

## Познати глумци са којима је сарађивао
- Брус Вилис (Армагедон)
- Арнолд Шварценегер (Истините лажи)
- Курт Расел (Тумстон)
- Вал Килмер (Тумстон)
- Стивен Бојд (Бен-Хур)